# Танюрер
 Таню́рер — река на Дальнем Востоке, левый приток реки Анадырь. Протекает по территории Анадырского и Иультинского районов Чукотского автономного округа России.

## Этимология
Название произошло от чук. Танӈурэр, Танӈыврэр — «появление иноземцев», где танӈ — иноплеменник, враг, пришелец и уврэр-, урэр- — встречаться, появляться, показываться.

## Гидрография
Длина реки 482 км, площадь бассейна 18 500 км². Исток находится в горной системе хребта Пекульней. Впадает в Анадырь слева в его нижнем течении.
Питание снеговое и дождевое. В верховьях является горной рекой, ниже течёт преимущественно по Анадырской низменности, где разбивается на протоки. Пойма реки широкая, изрезана множеством проток и рукавов, здесь находится много небольших озёр. Устье реки шириной 300 м, где глубины достигают 3-5 м.
На реке имеется несколько наледей, самая крупная из которых имеет площадь 53,8 км².
Танюрер вскрывается в первой декаде июня, уровень воды при этом повышается на 3-6 м. Летом отмечается 3-5 паводков. Также в устье во время приливов на реке Анадырь возможно повышение уровня воды. Ледостав обычно начинается в конце первой декады октября и продолжается 3-10 дней.

## Климат
В бассейне реки отмечено преобладание северо-восточных ветров, зимой также часты северо-западные, а летом — восточные, при средней скорости 4—5 м/с. Штормовые ветры чаще бывают весной.

## Хозяйственное значение
В 1944 году в 12-ти км выше устья реки был построен военный аэродром трассы Алсиб, который вместе с посёлком обслуживания просуществовал до 1960-х годов. 
На месте бывшего посёлка Танюрер находится одноимённая метеостанция, куда могут доходить катера. Здесь находится якорная стоянка, которая может быть использована для зимнего отстоя судов.
В верховьях Танюрера обнаружено рудопроявление самородного серебра.

## Ихтиофауна
В верховьях реки обитает редкий, эндемичный вид лососёвых — боганидская палия (Salvelinus boganidae).

## Притоки
Объекты перечислены по порядку от устья к истоку.
- 7 км: протока Танюрерская
- 18 км: река без названия
- 22 км: река без названия
- 25 км: река без названия
- 35 км: река без названия
- 39 км: река без названия
- 43 км: река без названия
- 51 км: река без названия
- 53 км: Угольная
- 60 км: река без названия
- 61 км: река без названия
- 70 км: Карганайская
- 70 км: Шитикова
- 78 км: Тэлевеем 3-я
- 87 км: река без названия
- 92 км: река без названия
- 98 км: река без названия
- 103 км: Тэлевеем 2-я
- 104 км: река без названия
- 111 км: Рыбная
- 124 км: река без названия
- 136 км: Малых Озёр
- 141 км: река без названия
- 144 км: река без названия
- 144 км: Лисий
- 151 км: Подгорная
- 152 км: Долинный
- 173 км: Тэлевеем 1-я
- 175 км: река без названия
- 187 км: Чумэвеем
- 199 км: Петлястая
- 205 км: Куйвивеем
- 212 км: река без названия
- 215 км: Увальная
- 227 км: река без названия
- 233 км: Поперечная
- 238 км: Нижний Тыльпэгыргын
- 244 км: река без названия
- 248 км: река без названия
- 252 км: Ныгчекваам
- 262 км: река без названия
- 271 км: река без названия
- 276 км: река без названия
- 282 км: река без названия
- 283 км: река без названия
- 289 км: Извилистый
- 303 км: Озёрная
- 306 км: Куйвивеемкэй
- 313 км: Верхний Тыльпэгыргын
- 314 км: река без названия
- 315 км: река без названия
- 324 км: Перекатная
- 332 км: река без названия
- 332 км: река без названия
- 337 км: река без названия
- 344 км: Бурная
- 345 км: река без названия
- 353 км: Вачелеваам
- 367 км: река без названия
- 368 км: Ктэпнайваам
- 377 км: река без названия
- 382 км: Голубая
- 383 км: река без названия
- 386 км: река без названия
- 388 км: река без названия
- 392 км: река без названия
- 393 км: река без названия
- 396 км: Крутая
- 401 км: Конталяваам
- 410 км: Угловая
- 418 км: река без названия
- 419 км: Прямая
- 421 км: река без названия
- 430 км: Подкаменная
- 434 км: река без названия
- 440 км: Малый Танюрер
- 441 км: река без названия
- 444 км: Поворотная
- 448 км: река без названия
- 455 км: река без названия
- 456 км: Кривая
- 471 км: ручей Луковый